# Doddabyladakere, Hosadurga
Doddabyladakere là một làng thuộc tehsil Hosadurga, huyện Chitradurga, bang Karnataka, Ấn Độ.